# باشگاه فوتبال تورون پالوسئورا
باشگاه فوتبال تورون پالوسئورا (انگلیسی: Turun Palloseura) یک باشگاه فوتبال در شهر تورکو، فنلاند است.
این باشگاه که در سال ۱۹۲۲ تأسیس شده دارای ۸ قهرمانی در لیگ فوتبال فنلاند و ۳ قهرمانی در جام حذفی فوتبال فنلاند را در کارنامه دارد.